# 汐見夏衛
汐見 夏衛（しおみ なつえ）は、日本の小説家。鹿児島県出身、愛知県在住。

## 経歴・人物
愛知県で高校の国語教師として勤務を始めて3年ほど経ち、仕事にも慣れてきた頃、ケータイ小説を書いている知人を通じて、ケータイ小説サイト「野いちご」に出会う。2013年頃から趣味として休日に小説の執筆をスタートし、2016年7月に『あの花が咲く丘で、君とまた出会えたら。』（スターツ出版文庫）でデビュー。
2017年3月には、「野いちご」にて開催された小説コンテストで『夜が明けたら、いちばんに君に会いにいく』が「野いちご大賞」を受賞し、同年6月にスターツ出版から刊行された。
『夜が明けたら、いちばんに君に会いにいく』は2023年9月に、『あの花が咲く丘で、君とまた出会えたら。』は同年12月に映画化・公開された。
高校教師としての経験をもとに、悩み疲れた心を解きほぐす作品を目指して、執筆活動をしている。

## 作品リスト

### 書籍
- あの花が咲く丘で、君とまた出会えたら。（2016年7月、〈スターツ出版文庫〉/ 2023年6月、スターツ出版〈単行本〉）
- 夜が明けたら、いちばんに君に会いにいく（2017年6月、スターツ出版〈単行本〉/ 2020年5月、〈スターツ出版文庫〉）
- だから私は、明日のきみを描く（2018年1月、スターツ出版〈単行本〉/ 2020年11月、〈スターツ出版文庫〉）
- 海に願いを 風に祈りを そして君に誓いを（2018年8月、〈スターツ出版文庫〉
- まだ見ぬ春も、君のとなりで笑っていたい（2019年2月、スターツ出版〈単行本〉/ 2021年4月、〈スターツ出版文庫〉）
- 僕の永遠を全部あげる（2019年4月、一迅社〈単行本〉）
- 明日の世界が君に優しくありますように（2019年6月、スターツ出版〈単行本〉/ 2021年9月、〈スターツ出版文庫〉）
- 君はきっとまだ知らない（2019年12月、スターツ出版〈単行本〉/ 2022年4月、〈スターツ出版文庫〉）
- ないものねだりの君に光の花束を（2020年6月、KADOKAWA〈単行本〉）
- あの星が降る丘で、君とまた出会いたい。（2020年12月、〈スターツ出版文庫〉）
- さよなら嘘つき人魚姫（2021年1月、一迅社〈単行本〉）
- あの花が咲く丘で、君とまた出会えたら。（2021年5月、スターツ出版〈野いちごジュニア文庫〉）
- 雨上がり、君が映す空はきっと美しい（2021年10月、スターツ出版〈単行本〉）
- 真夜中の底で君を待つ（2021年10月、〈幻冬舎文庫〉）
- 臆病な僕らは今日も震えながら（2021年12月、〈実業之日本社文庫〉）
- 夜が明けたら、いちばんに君に会いにいく 上（2022年8月、スターツ出版〈野いちごジュニア文庫〉）
- 夜が明けたら、いちばんに君に会いにいく 下（2022年8月、スターツ出版〈野いちごジュニア文庫〉）
- たとえ祈りが届かなくても君に伝えたいことがあるんだ（2023年3月、KADOKAWA）
- だから私は、明日のきみを描く（2023年7月、スターツ出版〈野いちごジュニア文庫〉）
- 夜が明けたら、いちばんに君に会いにいく 〜Another Stories〜（2023年7月、〈スターツ出版文庫〉）
- さよならごはんを今夜も君と（2023年8月、〈幻冬舎文庫〉）

### アンソロジー作品
「」内が著者の作品。
- 「君のかけらを拾いあつめて」 - きみに、涙。 スターツ出版文庫 7つのアンソロジー①（2019年4月、〈スターツ出版文庫〉）に所収。
- 「うそつきラブレター」 - 卒業 桜舞う春に、また君と（2022年2月、〈スターツ出版文庫〉）に所収。
- 「だれか教えて、生きる意味を 」 - わたしを変えた夏（2022年7月、〈スターツ出版文庫〉）に所収。
- 「君の傷痕が知りたい」 - 君の傷痕が知りたい（2022年10月、〈スターツ出版文庫〉）に所収。
- 「ポテトチップス恋愛論」 - 5分後に世界が変わる 5分ですき間読書シリーズ（2023年7月、〈スターツ出版文庫〉）に所収。
- 「彼の秘密とわたしの秘密」 - 青に沈む君にこの光を（2023年11月、〈スターツ出版文庫〉）に所収。

## メディア展開

### 漫画化作品
- 夜が明けたら、いちばんに君に会いにいく（作画）柚木ウタノ（2018年2月、集英社〈りぼんマスコットコミックス〉)
  - 「野いちご大賞」 受賞作として、りぼん増刊号にてコミカライズが決定され、 柚木ウタノ作画により、2017年「夏の大増刊号 りぼんスペシャル バニラ」に前編[9]、「夏の大増刊号 りぼんスペシャル ミント」に後編が掲載された[10]。
- あの花が咲く丘で、君とまた出会えたら。（作画）マツセダイチ（2022年7月 - 9月、KADOKAWA〈電撃コミックスNEXT〉）
  - 「電撃コミック レグルス」（2021年9月17日 - 2022年7月15日）
- さよなら嘘つき人魚姫（作画）杏堂まい（2023年4月 - 2024年1月、一迅社〈comic POOL〉)
  - 「comic POOL」2022年8月19日 - 2023年12月29日。

### 映画化作品
- 夜が明けたら、いちばんに君に会いにいく（2023年9月1日、配給：アスミック・エース、監督：酒井麻衣、主演：白岩瑠姫〈JO1〉と久間田琳加[5]）
- あの花が咲く丘で、君とまた出会えたら。（2023年12月8日、配給：松竹、監督：成田洋一、主演：福原遥と水上恒司[6]）
- あの星が降る丘で、君とまた出会いたい。（2026年公開予定、配給：松竹、監督・主演：未発表[11]）

## 受賞
- 第1回野いちご大賞 [3]